# Tatu-mirim
Tatu-mirim (Dasypus septemcinctus), também chamado tatuí, mulita, tatu-mula, muleta e tatu-china, é um tatu encontrado em diversos ambientes, como a Caatinga, Cerrado e Mata-Atlântica do Brasil, na Bolívia, Paraguai e Argentina e Uruguai. Semelhante ao tatu-galinha, no entanto, é bem menor e com a carapaça dotada de apenas seis ou sete cintas de placas móveis. A diferenciação das espécies do gênero dásipo (Dasypus) é a quantidade de cintas de placas móveis na sua carapaça dorsal no meio do corpo, o tatu-mirim possui de seis a sete cintas, já o tatus-galinhas possuem oito a nove cintas móveis. Em 2018, um estudo amplo considerou que a espécie até então denominada tatu-mulita (Dasypus hybridus), na verdade trata-se apenas de uma subespécie de Dasypus semptemcinctus.

## Etimologia
Tatuí vem do tupi tatu'i (lit. "tatuzinho", sendo o sufixo -i aquele que forma o grau diminutivo em tupi);
Tatu-mirim vem de tatumirĩ (lit. "tatu pequeno")

## Evolução
Devido ao isolamento da América do Sul durante o final do período Cretáceo até o Terciário, permitiu-se a evolução de uma fauna característica de mamíferos de diferentes superordens, uma delas os xenartros (Xenarthra). São representantes dos xenartros os tatus, tamanduás, preguiça e outros descendentes extintos. Durante o Paleoceno e Pleistoceno esta grande superordem sofreu grande diversificação morfológica, obtendo grande sucesso ecológico e abundância, tendo como um dos registros mais antigos vestígios que foram atribuídos à dasipodídeos.
Representantes deste grupo eram os utetos (Utaetus), com registros de aproximadamente 60 milhões de anos. Com a ligação das Américas, durante o Plioceno, houve troca de fauna entre estes continentes e um grande evento de competição e extinções se decorreu. Mamíferos como os Gliptodontes foram extintos, porém os tatus seguiram sua trajetória evolutiva, prosperando até os dias de hoje.[carece de fontes?]

## Descrição
Como já citado anteriormente, a característica mais determinística da espécie é o fato de a carapaça possuir de seis a sete cintas de placas móveis. Outra característica relevante, comparado ao tatu-galinha (Dasypus novemcinctus), é que o tatu-mirim ser de menor tamanho. O comprimento total da espécie é em média 26,5 centímetros, pesando de 0,7 a 1,3 quilos normalmente, podendo chegar a 1,5 quilos. A cauda mede em torno de 14,7 centímetros, e a orelha de 3,0 a 3,8 centímetros.

## Uso de habitat
Estes animais, segundo pesquisas realizadas no Cerrado sensu stricto, possuem densidade populacional de 0,3 indivíduos/ha, ocupando uma área de vida de 1,2 ha em média. Possuem atividade elevada em período chuvosos, podendo ser explicado pela maior abundância de alimentos, já que são considerados insetívoros generalistas, se alimentando de sementes, fragmentos vegetais e outros insetos quando estes estão presentes no ambiente.

## Comportamento
Apesar de ser uma espécie de ampla distribuição, muitos estudos sobre seu comportamento são incipientes, justificados ora por quantidade de coleta inexpressiva, ora por poder haver confusões de identificação em campo da espécie com seu parente próximo, o tatu-galinha. Nisso, pode estar havendo uma subestimação destas populações e consequente falta de dados. Porém, segundo descrito na página do Instituto Chico Mendes de Conservação da Biodiversidade (ICMBio), são animais que preferem áreas secas e hábitats mais abertos, sendo observado em fitofisionomias de campo sujo, cerradão e mata de galeria, com tocas em beira de rio, quando no bioma Cerrado, e com registros em Campos, Floresta estacional semidecidual e floresta ombrófila mista no Paraná. Possuem hábito diurno, de acordo com registros realizados, e como habitações utiliza tocas escavadas por si ou outros tatus. Não aparenta ser uma espécie territorialista, por haver provável sobreposição de habitats com outros tipos de tatu.

## Ecologia

### Dieta
A dieta da espécie é basicamente insetívora, baseada principalmente em formigas e cupins, se alimentando de outros insetos quando disponíveis no ambiente ou até de sementes e outras partes vegetais. Analisados seus dejetos, foi constatado que o gênero Camponotus (formigas) como a categoria alimentar mais frequente em sua dieta, seguido de Velocitermes (Isoptera). O tatu-mirim eventualmente ingere aracnídeos, outros artrópodes e frutos de Miconia sp. (Melastomataceae).

### Reprodução
Dados não publicados sobre a reprodução da espécie indicam que seu período reprodutivo esteja entre os meses de junho a setembro, ou seja, do meio do período seco e início do período chuvoso. Estima-se que as fêmeas têm ninhadas de 7 a 9 indivíduos a cada gestação.

## Conservação
O tatu-mirim é um animal comum e possui ampla distribuição geográfica. Além disso, é relativamente tolerante a alterações ambientais e as ameaças detectadas não comprometem a população como um todo. Tais fatores fazem com que, de acordo com as categorias do União Internacional para a Conservação da Natureza (IUCN), a espécie seja classificada como Pouco Preocupante (LC), pela avaliação global. Dentre as ameaças identificadas para tatu-mirim, as principais foram: predação por espécie exótica e caça. A caça constitui outra ameaça que, apesar de proibida no Brasil, é um fator que pode diminuir a densidade dessa espécie. Outro fator de ameaça a essa espécie, ainda pouco conhecida, é a predação por cães ferais (Canis familiaris) em áreas de conservação, como registrado no Parque Nacional de Brasília (DF) por Lacerda et al. (2009), conforme é citado no sítio do ICMBio.
Pelo que se sabe, até o momento não há oficialmente nenhum programa de conservação especifico para tatu-mirim. Entretanto, a espécie já foi registrada em diversas Unidades de Conservação do país, a saber: Floresta Nacional Saracá no Pará, Parque Nacional das Emas em Goiás, Parque Nacional de Brasília no Distrito Federal, Floresta Nacional Três Barras em Santa Catarina, Estação Ecológica Fechos em Minas Gerais, Estação Ecológica Raso da Catarina na Bahia, Parque Nacional da Serra da Capivara no Piauí, entre outros.